# Црвени ђаволи 1989
Црвени ђаволи или само ђаволи су организована група навијача фудбалског клуба Раднички из Крагујевца, основана 7. марта 1989. године.  Поред фудбалског клуба, подржавају и друге спортске секције Спортског привредног друштва Раднички Крагујевац.

## Историјат

### Ране године
Раднички је од свог оснивања имао публику у Крагујевцу и околини. За време Краљевине Југославије, следбеници Крагујевца били су једна од најбројнијих и највернијих група навијача, пратећи свој тим где год да су играли. Били су препознатљиви по црвеним капама које су носили. Организована су гостовања на фудбалске утакмице, најчешће возом. Први „навијачки воз“ кренуо је 29. јула 1934. године. Око 600 навијача Радничког из Крагујевца отпутовало је у Београд на квалификациону утакмицу за национално првенство против БАСК-а. После Београда, „навијачки воз“ је постао традиција, а навијачи су ишли на гостовања у Загреб, Сарајево, Сплит, Нови Сад, Ниш, Скопље и друге градове.
На домаћим утакмицама, против тимова као што су Рапид Беч, Олимпик Марсеј, Ференцварош из Будимпеште и Хонвед из Будимпеште, до 10.000 навијача дошло је да подржи клуб. Подршка је настављена и након Другог светског рата. Године 1946. Раднички Крагујевац играо је против Црвене звезде из Београда за пласман у Прву лигу Југославије. На утакмици је било превише навијача на некадашњем Градском стадиону, који је био премали да прими све посетиоце и присталице Радничког из Крагујевца. Ова ситуација подстакла је град и клуб да изграде нови стадион. Прва утакмица која је одиграна на новом стадиону Чика Дача била је 1957. године између Радничког Крагујевац и Партизана из Београда пред 30.000 навијача.

### Година 1969. и порекло имена
Више гледалаца на фудбалским утакмицама Радничког у Крагујевцу почело је долази крајем шездесетих година. Године 1969. године Раднички је први пут прошао у Прву лигу Југославије пошто је у плеј-офу победио Сутјеску из Никшића и ФК Црвенку. У Никшић је отпутовало више од 1.000 присталица Радничког, а у Црвенки их је било неколико хиљада. Тада су почели и први покушаји организоване подршке. Након промоције у Првој лиги Југославије, Раднички је стекао много више навијача. На домаћој утакмици против сплитског Хајдука било је 35.000 гледалаца, након чега је уследила победа у гостима против београдског Партизана. Навијачи Радничког су 7. септембра 1969. посебно фанатично навијали за свој тим и организовали једну од првих бакљади. Атмосфера је била толико добра да су је медији поредили са атмосфером на Олд Трафорду, дому Манчестер јунајтеда (изјаве домаћих и страних новинара и противника). На данашњи дан навијачи Радничког и клуб добили су надимак „црвени ђаволи”, по надимку за Манчестер јунајтед, писало је на насловним странама многих медија. После те утакмице, бразилски фудбалски гигант ФК Сантос са легендарним Пелеом је био толико импресиониран атмосфером, да су се уместо пријатељске утакмице са београдским Партизаном отишли у Крагујевац и играли против Радничког. Нису били разочарани, јер је на стадиону Чика Дача било 40.000 гледалаца, док је око стадиона било још седам до осам хиљада навијача. Раднички је уз подршку својих Ђавоља у легендарној атмосфери постигао нерешен резултат 4-4. После овога „ђаволи” су почели да привлачи светску пажњу. Ових година домаће утакмице Радничког су биле веома посећене и познате по одличној атмосфери коју је направио углавном „ђаволи”. Бројни „ђаволи” су путовали на гостовања. Тако су ишли на утакмице у Београд, Сплит, Загреб, Скопље, Љубљану, Марибор и друге градове.

### Оснивање и деведесете године
Прво организовано скупљање „ђавола” било је 9. марта 1989. године. Навијачи су заједно отишли на кошаркашку утакмицу Радничког из Крагујевца и Напретка из Крушевца. „Ђаволи” су овај дан искористили као дан свог званичног оснивања. У почетку мала група младих људи; Мане, Лазе, Американац, Пижон само су нека од имена момака који су учествовали у оснивању ове навијачке групе. Прво гостовање „ђавола” након званичног оснивања било је Бору. Након тога су ишли на утакмице у Ужице, Чачак, Крушевац и друге градове. Поред фудбалских утакмица, присуствовали су и кошаркашким утакмицама. Тих година поново почиње навијање и број навијача се повећава. Распадом Југославије Раднички је био у тешкој финансијској ситуацији, инфлација и санкције УН тешко су погодиле државу и њено становништво. Раднички је поново играо у трећој лиги и окупљао све мање „ђавола”. Борили су се за наставак постојања око две године. Године 1994. године управа је организовала обиласке за навијаче. Прва утакмица била је у Краљеву, где су „ђаволи” отишли у два аутобуса. За следеће гостовање било је до пет аутобуса. На свим гостовањима Ђаовла је било у просеку седам аутобуса, а на утакмицу после Пожаревца чак дванаест. Временом се ситуација поправила, а чланство „ђавола” је наставило да расте.

## Ставови
„Ђаволи” се не састоје од одређене групе људи са одређеним идентитетом. У групи су окупљени људи из различитих друштвених средина. Симбол „ђавола” је хајдук са српском капом шајкачом. У српској традицији, хајдук је јуначка фигура, заштитник потлачених и обесправљених. Током 18. века, густе шумадијске шуме биле су уточиште хајдуцима који су се борили против османске окупације. Пошто је Крагујевац је највећи град Шумадије, а шајкача саставни део народне ношње у Шумадији, симбол навијачке групе-хајдук увек је представљен с шајкачом на глави.
„Ђаволи” су пре свега навијачка група са антифашистичким и родољубивим ставом. Један од разлога је, свакако, сећање на масакр у Крагујевцу почињен од стране нацистичких немачких војника током Другог светског рата, који је оставио тешке последице по Крагујевчане и град Крагујевац који се деценијама од масакра опорављао. Убијено је око 2800 српских мушкараца и дечака. Традиционалне боје групе су углавном црвена, а то су и боје свих клубова Радничког Крагујевац. Током утакмица навијачи су често обучени у одећу црвене боје, што је изванична тимска боја робе и други производа. Црвене капице су посебно популарне, баш као и први навијачи Радничког из Крагујевца по којима су били препознатљиви. Неки носе и шајкачу, њихов стил подршке укључује употребу бакљи и великих застава, кореографије, певање и истицање транспарента. Често се појављују инструменти као што су бубњеви и трубе, слично као присталице у Јужној Америци. Ово ствара типичну и препознатљиву атмосферу за регион бивше Југославије.

## Пријатељство
У братству су са организованом навијачком групом ФК Земун, Taurunum boys. Збратимљени су са навијачима Земуна од 1988. године. Све је почело када је истакнути члан Taurunum boysa живео и имао породицу у Крагујевцу, а та група је посетила меч баража још када се Раднички из Крагујевца борио за улазак у лигу. Од тада братство постоји, а данас се преноси на млађе генерације.
„Ђаволи” имају дугогодишње пријатељство и са навијачима краљевачке Слоге, који се зову Касапи. Ово пријатељство се може видети на фудбалским и кошаркашким утакмицама, где се заједно скандира на трибинама. Успоставили су пријатељске односе и са организованим навијачима нишког Радничког, Мераклијама. Такође постоји и лично пријатељство са неким навијачима Леха из Познања. Њихови односи су почели углавном кроз међусобну подршку растућег локалног патриотизма на српској навијачкој сцени. Постоји веза између клубова јер деле годину када су основани, 1923. Такође, обе групе су основане исте године, 1989. године. Назив Раднички на српском језику значи „лабуристички“ и његови корени потичу из односа које су клубови имали са радничким покретима током прве половине 20. века. Њихов често спомињан слоган је: „Радничка деца, радничка браћа“. Друга веза је њихов антифашистички став кроз сличне трагедије које су се десиле у оба града током Другог светског рата. У граду Крагујевцу масакр и масакр у Нишу, оба су починили нацистички немачки војници, који су у оба града имали снажан утицај на наредне генерације. Сви разлози, зашто је први меч највишег ранга између ових клубова завршен током сезоне 2012/13. посебно у међусобном поштовању и мирној атмосфери, иако нису дуго играли један против другог.